# Cinderela
Cinderela é um dos contos de fadas mais populares da Humanidade.
Sua origem tem diferentes versões. A versão mais conhecida é a do escritor francês Charles Perrault, de 1697, baseada num conto italiano popular chamado La gatta cenerentola ("A gata borralheira"). A mais antiga é originária da China, por volta de 860, semelhante à versão de Charles Perrault e a versão dos Irmãos Grimm. Nesta, porém, não há a figura da fada-madrinha e quem favorece a realização do desejo de ir ao baile são os pombos e a árvore que crescem no túmulo de sua mãe. Neste caso, Cinderela sabe palavras mágicas, usadas no imperativo, que auxiliam na transformação de seu pedido em realidade. No final, as irmãs malvadas ficam cegas quando são atacadas por pombos que lhes furam os olhos. Segundo outras versões a figura da fada madrinha na verdade é o espírito da falecida mãe da própria protagonista que trazia um vestido do céu para Cinderela usar no baile.
Psicanalistas veem na história de Cinderela muito mais do que uma simples trama romântica. Por ter origem atemporal e ter surgido em várias civilizações diferentes, a trajetória da protagonista traduziria uma espécie de arquétipo fundamental, traduzindo o anseio natural da psiquê humana em ser reconhecida de forma especial e levada a uma existência superior. A literatura e o cinema, cientes disso, utilizaram-se de seu arco dramático para o desenvolvimento de inúmeras outras obras de apelo popular. Além das animações de Walt Disney — que sempre buscaram inspiração nos contos de fadas — merece destaque o filme Uma linda mulher, protagonizado por Julia Roberts, e que foi sucesso de bilheteria nos anos 1990.

## A história

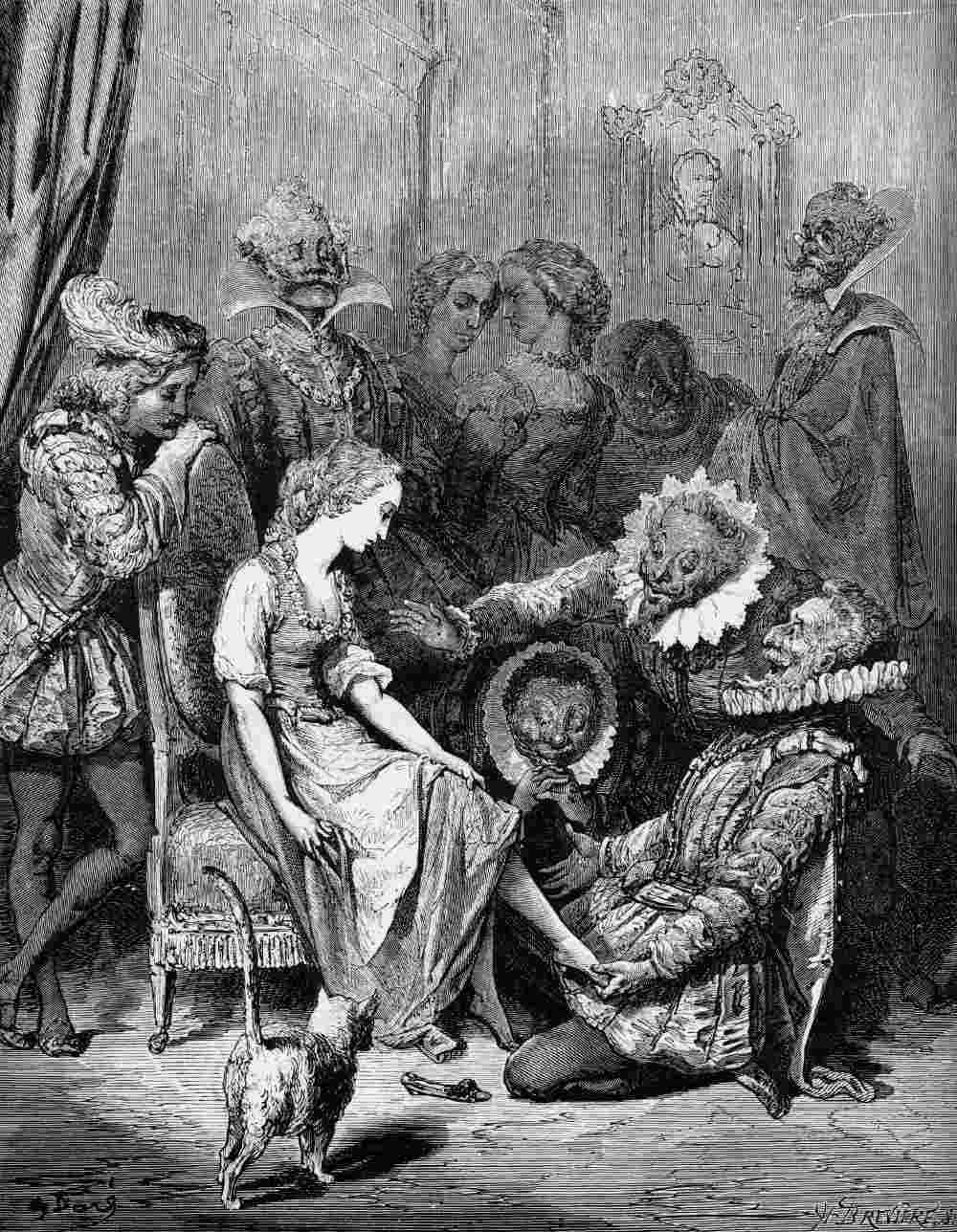
Cinderela experimenta o sapatinho de cristal

Cinderela era filha de um comerciante rico. Depois que seu pai morreu, sua madrasta tomou conta da casa que era de Cinderela. Cinderela então, passou a viver com sua madrasta malvada, junto de suas duas filhas que tinham inveja da beleza de Cinderela e transformaram-na em uma serviçal. Ela tinha de fazer todos os serviços domésticos e ainda era alvo de deboches e malvadezas. Seu refúgio era o quarto no sótão da sua própria casa e seus únicos amigos: os animais da floresta.
Um belo dia, é anunciado que o Rei realizará um baile para que o príncipe escolha sua esposa dentre todas as moças do reino. No convite, distribuído a todos os cidadãos, havia o aviso de que todas as moças deveriam comparecer ao Baile promovido pelo Rei.
A madrasta de Cinderela sabia que ela era a mais bonita da região, então disse que ela não poderia ir porque não tinha um vestido apropriado para a ocasião. Cinderela, então, costurou um vestido com a ajuda de seus amigos da floresta. Passarinhos, ratinhos e esquilos a ajudaram a fazer um vestido de retalhos, mas muito bonito. Porém, a madrasta não queria que Cinderela comparecesse ao baile de forma alguma, pois sua beleza impediria que o príncipe se interessasse por suas duas filhas. Sendo assim, ela e as filhas rasgaram o vestido, dizendo que não tinham autorizado Cinderela a usar os retalhos que estavam no lixo. Fizeram isso de última hora, para impedir que a moça tivesse tempo para costurar outro.

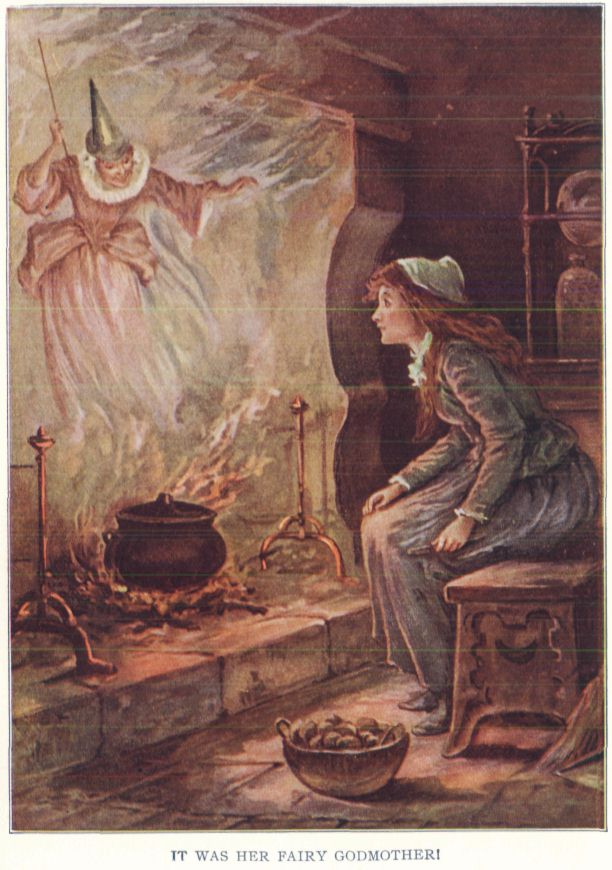
A fada madrinha aparece para Cinderela (ilustração de 1927)

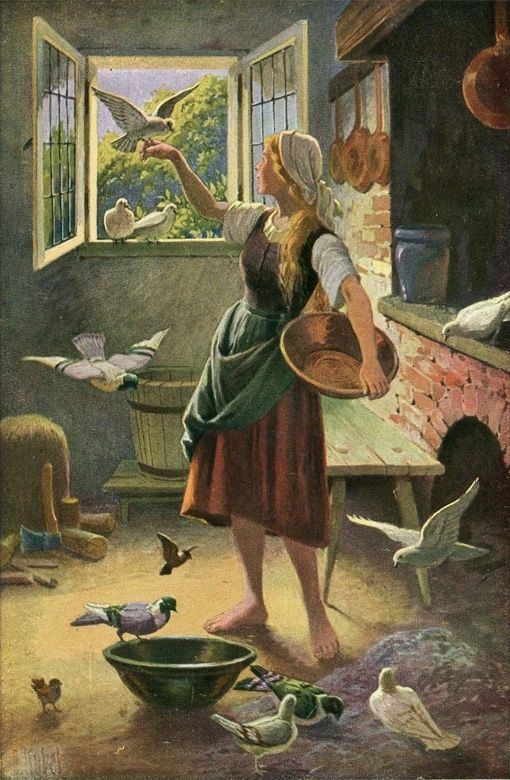
Ilustração de Otto Kubel, por volta de 1930

Muito triste, Cinderela foi para seu quarto no sótão e ficou à janela, olhando para o Castelo na colina. Chorou, chorou e rezou muito. De suas orações e lágrimas, surgiu sua Fada-madrinha que confortou a moça e usou de sua mágica para criar um lindo vestido para Cinderela. Também surgiu uma linda carruagem e os amiguinhos da floresta foram transformados em humanos, cocheiro e ajudantes de Cinderela. Antes de sua afilhada sair, a Fada-madrinha lhe deu um aviso: a moça deveria chegar antes da meia-noite, ou toda a mágica iria se desfazer aos olhos de todos.
Cinderela chegou à festa como uma princesa. Estava tão bonita, que não foi reconhecida a não ser pela madrasta,que passou a noite inteira dizendo para as filhas que achava conhecer a moça de algum lugar, mas não conseguia dizer de onde. O príncipe, tão-logo a viu, a convidou para dançar. Cinderela e o príncipe dançaram e dançaram a noite inteira. Conversaram e riram como duas almas gêmeas e logo se perceberam feitos um para o outro.
Acontece que a fada-madrinha tinha avisado que toda a magia só duraria até à meia-noite e um minuto. Quando o relógio badalou as doze batidas e um minuto, Cinderela teve de sair correndo. Foi quando deixou um dos seus sapatinhos de cristal na escadaria. O príncipe, muito preocupado por não saber o nome da moça ou como reencontrá-la, pegou o pequeno sapatinho e saiu em sua busca no reino e em outras cidades. Muitas moças disseram ser a dona do sapatinho, mas o pé de nenhuma delas se encaixava no objeto.
Quando o príncipe bateu à porta da casa de Cinderela, a madrasta trancou a moça no sótão e deixou apenas que suas duas filhas experimentassem o sapatinho. Apesar das feiosas se esforçarem, nada do sapatinho de cristal servir. Foi quando um ajudante do príncipe viu que havia uma moça na janela do sótão da casa.
Sob as ordens do príncipe, a madrasta teve de deixar Cinderela descer. A moça então experimentou o sapatinho, mas antes mesmo que ele servisse em seus pés, o príncipe já tinha dentro do seu coração a certeza de que havia reencontrado o amor de sua vida. Cinderela e o príncipe se casaram em uma linda cerimônia, e anos depois se tornariam Rei e Rainha, famosos pelo bom coração e pelo enorme senso de justiça. Cinderela e o príncipe foram felizes para todo o sempre.

## Adaptações
A história de "Cinderela" foi origem de muitas obras notáveis:

### Opera
- Cendrillon (1749) de Jean-Louis Laruette
- Cendrillon (1810) de Nicolas Isouard
- Agatina o La virtù premiata (1814) de Stefano Pavesi
- La Cenerentola (1817) de Gioachino Rossini
- Aschenbrödel (1878) de Ferdinand Langer
- Cendrillon (1894-5) de Jules Massenet
- Cinderella (1901-2) de Gustav Holst
- La Cenerentola (1902) de Ermanno Wolf-Ferrari
- Cendrillon (1904) de Pauline García-Viardot
- Aschenbrödel (1905) de Leo Blech
- La Cenicienta (1966) de Jorge Peña Hen
- Cinderella, uma ópera de mímica (1979) de Peter Maxwell Davies
- Cendrillon, opera de crianças (1994) de Vladimir Kojoukharov

### Ballet
- Cinderella (1893) de Baron Boris Vietinghoff-Scheel
- Aschenbrödel (1901) de Johann Strauss II, adaptada e completada por Josef Bayer
- Das Märchen vom Aschenbrödel (1941) de Frank Martin
- Soluschka (1945) de Sergei Prokofiev
- Cinderella (1980) de Paul Reade
- Cinderella (2010) de David Bintley
- Cinderella - A Tragic Tale (2011) de Terence Kohler para o Finnish National Ballet.
- Cinderella (2012) - Adaptação do Covenant Ballet Theatre of Brooklyn

### Show no Gelo
- Cinderella (2008) de Tim A. Duncan e Edward Barnwell

### Poesia
- Assepoester (1981) de Jan Kal

### Teatro

#### Pantomima
Cinderella estreou como pantomima no palco Drury Lane Theatre, em Londres em 1904 e no Adelphi Theatre em Londres em 1905. Phyllis Dare, com 14 ou 15 anos, estrelou o último.
Na versão original da pantomima a cena de abertura é em uma floresta com uma caçada e é lá que Cinderela encontra pela primeira vez o príncipe encantado e sua mão direita Dandini, cujo nome e personagem vem da ópera La Cenerentola. Cinderela confunde Dandini com o Príncipe e o príncipe com Dandini.
Uma versão estreou nos EUA no El Portal Theatre em 2010

#### Teatro musical
- Cinderella: O Musical de Landon Parks e Ioannis Kourtis é um espetáculo musical em inglês escrito em 2009, e baseado na opera Cendrillon de Jules Massenet.
- Cinderella de Rodgers e Hammerstein foi produzida para a televisão três vezes:
  - Cinderella (1957) com a participação de Julie Andrews como Cinderela, Jon Cypher, Kaye Ballard, Alice Ghostley e Edie Adams (transmitido em cores, mas somente cópias em preto-e-branco existem hoje).
  - Cinderella (1965) com a participação de Lesley Ann Warren como Cinderela, Stuart Damon como o Príncipe, Ginger Rogers como a Rainha, Walter Pidgeon como o Rei, Celeste Holm como a Fada Madrinha e Jo Van Fleet como a Madrasta.
  - Cinderella (1997) com a participação de Brandy Norwood como Cinderela, Paolo Montalbán, Whitney Houston, Whoopi Goldberg, Victor Garber, Bernadette Peters, and Jason Alexander.

A versão de Rodgers e Hammerstein também foi encenada ao vivo, às vezes. Uma versão bem sucedido correu em 1958 no Coliseu de Londres com um elenco que inclui Tommy Steele, Yana, Jimmy Edwards, Kenneth Williams e Betty Marsden. Bobby Howell foi o diretor musical. A versão de 2005 caracterizou Paolo Montalbán e um elenco etnicamente diversa, como a versão de TV de 1997.
- Mr. Cinders, um musical que estreou no Adelphi Theatre, em Londres em 1929. Filmado em 1934.
- Into the Woods de Stephen Sondheim (1988), onde Cinderela é um de vários personagens de contos de fadas que participam do enredo. Isso é parcialmente baseado na versão dos Irmãos Grimm de "Cinderela," incluindo os pássaros encantados, túmulo da mãe, e mutilação e cegando as irmãs.
- The Return of The Glass Slipper de Mary Donelly.
- Cinderella de Kate Hawley é escrita num estilo britânico.
- Cindy, um musical de 1964 de Johnny Brandon.
- Золушka (ou Zolushka), um musical pop Russo feito para TV em 2002.
- Cinderella (2007), um pantomime escrito por Stephen Fry.
- Cinderella the Musical (2008), com a participação do grupo Morning Musume e Takarazuka Revue
- Cinderella Sillyious Musical (2008/09), um musical de comédia produzido por Ross Petty.
- If the shoe fits (2011)
- Cinderella the Musical

### Filmes e televisão
Ao longo das décadas, centenas de filmes que foram feitos ou  adaptações diretas de Cinderela ou ter enredos vagamente baseado na história. Quase todos os anos pelo menos um, mas muitas vezes vários filmes são produzidos e liberados, resultando em Cinderela se tornar uma obra de literatura com um dos maiores números de adaptações para o cinema.
- Cinderella (1899), a primeira versão de filme, produzida em francês por Georges Méliès.
- Cinderella (1911), um filme mudo estrelando Florence La Badie.
- Cinderella (1914), um filme mudo estrelando Mary Pickford.
- Aschenputtel (1922) pequena animação de Lotte Reiniger.
- A Kick for Cinderella (1925), uma animação da Bud Fisher animation com participaçãp de Mutt e Jeff.
- Cinderella (1925), uma animação de Walter Lantz.
- Poor Cinderella (1934), uma animação curta da Fleischer Studios estrelando Betty Boop.
- Cinderella Meets Fella, (1938), um curta-metragem de animação de Merrie Melodies com participação de Egghead, o personagem que eventualmente viraria o Elmer Fudd, como Príncipe Encantado.
- First Love (1939), musical moderno com Deanna Durbin e Robert Stack.
- Cinderella (Зо́лушка) (1947), um filme musical da União Soviética pela Lenfilm studios, estrelando Erast Garin e Faina Ranevskaya.
- Cinderella, (1950) animação da The Walt Disney Company lançada em 1950, hoje considerado um dos clássicos da Disney. É talvez a mais famosa e influente adaptação cinematográfica do conto da Cinderela.
- Aschenputtel (1955), Do cinema alemão, dublada em Inglês e lançado nos EUA em 1966 como Cinderella.
- The Glass Slipper (1955), filme com Leslie Caron e Michael Wilding.
- Cinderfella (1960), notável pois o personagem principal é um homem, interpretado porJerry Lewis.
- Cinderella (1965), musical de Rodgers e Hammerstein, estrelando Ginger Rogers, Walter Pidgeon, Lesley Ann Warren, and Stuart Damon. Escrito por Joseph Schrank.
- A história também inspirou um episódio de The Flintstones com o nome de Cinderellastone, que foi originalmente ao ar em 22 de Outubro, 1964. No episódio, Fred, bravo porque não foi convidado a festa do Sr. Slate, sonha que ele é Cinderela e vai para a festa. No dia seguinte, ele ganha uma grande promoção e descobre o porque de não ter sido convidado.
- Em Hello Kitty's Furry Tale Theater, o conto faz uma referência ao episódio Cinderela Kitty. Nesse episódio, a Cinderela Kitty sonha em participar de um jogo de futebol americano.
- Popelka (Cinderela, 1969), um filme musical.
- Sinderella Kül Kedisi (1971) um filme turco.
- The Slipper and the Rose, 1976, um filme britânico musical pela Sherman Brothers estrelando Gemma Craven e Richard Chamberlain.
- Cinderella, 1977, filme erótico musical de comédia dirigido por Michael Pataki.
- Hey, Cinderella! (1970), um filme de 1 hora produzido pela Jim Henson Company.
- O Cinderelo Trapalhão (1979), paródia da Cinderela, protagonizado por Renato Aragão e Os Trapalhões.
- If the Shoe Fits (1990), filme moderno da França estrelando Rob Lowe e Jennifer Grey.
- Lua de Cristal (1990) dirigido por Tizuka Yamasaki e estrelado pela apresentadora Xuxa e Sérgio Mallandro.
- Cinderella (1994), produzido pela Jetlag Productions.
- Cinderella Monogatari (1996) anime japonês de Cinderela. Tem 26 episódios.
- Cinderella (1997), musical de Rodgers e Hammerstein estrelando Brandy Norwood como Cinderela, Whitney Houston como a fada madrinha, Bernadette Peters como a Madrasta, Jason Alexander como Lionel e Whoopi Goldberg como a Rainha. Remake de 1957 e 1965 filmes para TV.
- Ever After (1998), Para sempre Cinderela, estrelando Drew Barrymore numa releitura do famoso conto, em que Danielle é uma garota geniosa e inteligente que conquista o príncipe antes de seu grande baile de noivado.
- Cinderella (2000), um filme para televisão britânico estrelado por Kathleen Turner.
- Confessions of an Ugly Stepsister (2002), um olhar para a clássica história da "Cinderella" pela perspectiva de uma se suas irmãs postiças feias adaptado de um livro com o mesmo nome[2]
- Cinderella II: Dreams Come True (2002), a continuação do filme de 1950 da Disney, desta vez contando outras pequenas histórias em que a fada madrinha realiza o desejo de outros personagens da história.
- A Cinderella Story (2004), uma versão moderna com Hilary Duff e Chad Michael Murray. No lugar do sapatinho de vidro, Cinderela perde seu telefone celular nesta versão.
- Ella Enchanted (2004), uma versão moderna cômica com Anne Hathaway e Hugh Dancy.
- Em Shrek 2 (2004), personagens do conto são introduzidos no filme como a própria Cinderela (apelidada de Cindy e de temperamento um tanto ingênuo), a meia-irmã feia da Cinderela (como a garçonete de um boteco), e a Fada-Madrinha (desta vez como a principal antagonista do filme).
- Cinderella Man (2005), um drama americano sobre a vida de um campeão mundial de boxe, James J. Braddock estrelando Russel Crowe.
- Happily N'Ever After (2007), paródia cômica da Cinderela em animação 3D.
- Cinderella III: A Twist in Time (2007), outra continuação do filme de 1950 da Disney. Retrata o que aconteceu depois do desfecho da história, desta vez a varinha da fada-madrinha cai nas mãos da cruel madrasta, que usa a magia para voltar no tempo fazendo com que Cinderela não fique com o príncipe. Nesta versão, a segunda filha da madrasta revela ser menos má que sua irmã e sua mãe.
- Year of the Fish (2008), filme baseado na versão chinesa da história da Cinderela.
- Another Cinderella Story (2008), história contemporânea da Cinderela estrelando Selena Gomez e Drew Seeley.
- Elle: A Modern Cinderella Tale (2010), estrelando Sterling Knight e Ashlee Hewitt
- Xuxa em O Mistério de Feiurinha (2009), que mostra a vida de todas as princesas no mundo mágico, Xuxa interpreta a Cinderela e Luciano Szafir o príncipe.
- Grazilda (2010), uma série Filipina. Conta a história de Cinderela mas é focada no que acontece depois do felizes para sempre.
- A Cinderella Story: Once Upon A Song (2011) estrelando Lucy Hale. Uma história moderna sobre Katie (Cinderella), sua música, e seu Príncipe Encantado.
- Grimm (2011), uma série que mistura adaptações modernas de vários contos de fadas.
- Once Upon a Time (2011), série de televisão que amplia o universo dos contos de fadas, revelando muitos acontecimentos de que ninguém sabia sobre eles. Aqui, Cinderela fez um pacto com Rumplestiltskin depois deste ter matado sua fada-madrinha. Ela iria ao baile e conheceria o príncipe, mas teria que dar em troca seu primeiro filho.
- Rags (2012) Um filme original da Nickelodeon estrelado por Keke Palmer.o menino chamado Charlie é o "gato borralheiro", seu padrasto e dois meio-irmãos são a família adotiva, sua mãe está morta como na história, seu transporte é uma bicicleta, seu fada madrinha é um homem e é engenheiro de música, o rei e a princesa são pai e filha, que são famosos por serem uma popstar e um produtor musical de uma grande empresa, e o sapato perdido é um CD.
- Em Ever After High, Cinderela tem uma filha chamada Ashlynn Ella.
- O episódio A Doméstica de Vitória do seriado As Brasileiras (2012) retrata a vida da diarista Cleonice (Dira Paes) que sofre nas mãos na patroa, mas depois de uma noite de luxo, chegando até a perder o sapato na escada, envolve-se com um homem rico.
- Cinderella (2015), versão em live-action do clássico da Disney de 1950, trazendo Lily James como a personagem-título e Helena Bonham Carter como a fada-madrinha.[3]
- Cinderela Pop (2019) estrelado por Maísa Silva e Filipe Bragança. Conta a história de Cíntia Dorella (Cinderela) uma DJ que se apaixona pelo músico Fred Prince (Príncipe)mas é impedida por sua madrasta Patrícia de ser feliz com o Fred Prince.
- Cinderella (2021) o filme é estrelado por Camila Cabello e ele é o primeiro trabalho de Camila como atriz.

Telenovelas
Floricienta, uma telenovela argentina que conta a história de Flor Fazzarino, uma moça honesta e humilde que sofria por conta das bruxas más Delfina e Magda. A telenovela rapidamente vendeu formatos a países como Colômbia, Portugal, Chile, Brasil e México. No Brasil, a adaptação ganhou o nome Floribella e foi exibida entre 2005 e 2006 pela Rede Bandeirantes e pelo Disney Channel BR. Contou com Juliana Silveira no papel da protagonista Maria Flor, uma espécie de Cinderela contemporânea com direito a 'príncipes encantados' e até suas próprias fadinhas. De um clima alegre e musical, a produção tornou-se um grande sucesso.
Na telenovela brasileira Cheias de Charme (2012) da Rede Globo também podem ser vistas referências ao conto de fadas. A história de Cida (Isabelle Drummond), uma das protagonistas da trama gira em torno de seu trabalho de empregada doméstica em uma mansão de classe alta do Rio de Janeiro. Uma bela e sonhadora menina órfã, Cida sempre foi muito humilhada pela patroa e suas filhas, enquanto era consolada pela madrinha que a adotou, sem saber que era na verdade fruto do relacionamento de seu patrão com a falecida empregada da família, sua mãe. Em sua trajetória, Cida também pensa ter encontrado um príncipe encantado, mas depois descobre que ele só quer dar o golpe em sua família. Tudo muda quando ela, junto de suas amigas torna-se uma cantora famosa e humilha quem sempre a desejou mal. Este foi também um grande sucesso da dramaturgia, principalmente para o público infanto-juvenil.
Houve também uma novela brasileira exibida originalmente em 1977 pela extinta TV Tupi, de nome Cinderela 77. Retratando uma versão atualizada da velha história, estrelava Vanusa e Ronnie Von, cantores famosos na época, nos papeis de Cinderela e Príncipe, respectivamente.

## Outras referências
A famosa droga composta da mistura de GHB, Ketamina, Rohypnol e Clorofórmio, usada para entorpecer pessoas com a intenção de roubá-las ou estuprá-las, é conhecida popularmente como Boa-Noite, Cinderela. O nome deve-se ao fato da droga geralmente ser aplicada na vítima em bailes e festas, e esta, assim que ingere, sofre alucinações como se fosse a Cinderela no momento em que ela dança com o príncipe no baile. Só depois de acordar, volta a lucidez, como no momento em que o feitiço se cessa e a Cinderela volta ao normal. O "Boa Noite" é devido ao fato da droga fazer a vítima desmaiar, como se fosse dormir mesmo sem vontade própria.